# Uckermärkischer Kreis
Der Uckermärkische Kreis war einer der zwei markbrandenburgischen Kreise in der historischen Landschaft der Uckermark, der sich im 16./17. Jahrhundert bildete. Die zwei Kreise der Uckermark verloren jedoch schon im 18. Jahrhundert ihre Bedeutung und die Uckermark wurde insgesamt als ein Kreis mit einem Kreisdirektorium aufgefasst. Jedoch wurden weiterhin zwei Kreisdirektoren und zwei Landräte bestellt. Der Uckermärkische Kreis ging in der Kreisreform von 1816/17 im Wesentlichen in den zwei neuen Kreisen Prenzlau und Templin auf.

## Geschichte
Mit dem Vertrag von Landin im Jahr 1250 war die gesamte Uckermark in den Besitz der brandenburgischen Markgrafen Johann I. und Otto III. gekommen. 1354 musste der brandenburgische Markgraf Ludwig der Brandenburger große Teile der östlichen Uckermark, die terra Stolp, an die pommerischen Herzöge Otto I. und seinen Sohn Barnim III. abtreten. Das Gebiet verblieb für die nächsten 120 Jahre bei Pommern. Erst den brandenburgischen Kurfürsten Friedrich II. und ab 1470 Albrecht Achilles gelang es im Stettiner Erbfolgekrieg, das 1354 verlorene Gebiet und einige kleinere Gebiete darüber hinaus zu besetzen. Im Frieden von Prenzlau (1479) musste Herzog Erich II. von Pommern 1472 nicht nur die terra Stolp abtreten, sondern auch die Lehenshoheit der brandenburgischen Kurfürsten über ganz Pommern anerkennen. Durch die historisch lange Trennung der Uckermark in einen brandenburgischen und einen pommerschen Teil bildeten sich im 17. Jahrhundert in der Uckermark daher zwei Kreise heraus, der Uckermärkische Kreis, der immer unter brandenburgischer Herrschaft verbliebene Teil der Uckermark, und der Stolpirische Kreis, die ehemalige von Pommern besetzte terra Stolp. Die Kreise wurden im 17. Jahrhundert auch Beritte oder auch Landreitereien genannt, denen ein Land- und Kriegskommissar vorstand. Ausführender Beamter war der Landreiter.
Damit die im Dreißigjährigen Krieg durchziehenden Truppen der verschiedenen Kriegsparteien einquartiert, verpflegt und entlohnt werden konnten, wurden vom Kurfürsten für die Kreise/Beritte sog. Land- oder Kriegskommissare eingesetzt oder von den Ständen der jeweiligen Kreise gewählt. Gerade in den Zeiten des Dreißigjährigen Krieges waren dies sehr unbeliebte Ämter. Im weiteren Verlauf der Geschichte wurden den Land- oder Kriegskommissaren weitere Aufgaben und Befugnisse übertragen, so in der Steuer- und Finanzverwaltung und der Polizeigewalt. Die Stände des Kreises erhielten das Präsentationsrecht für den Land- oder Kriegskommissar, der ab 1702 Landrat genannt wurde. Das Amt war häufig in Personalunion mit dem Posten des Kreisdirektors verbunden, dem von den Vertretern der Stände eines Kreises gewählte Vorsitzende der Ständeversammlung eines Kreises. Aus dem Posten des Land- und Kriegskommissar entstand ab etwa dem 18. Jahrhundert das Amt des Landrats. Der Landrat verband ab dieser Zeit die ständische Selbstverwaltung mit der landesherrlich-staatlichen Verwaltung.
Die zwei Kreise der Uckermark verloren jedoch schon im 18. Jahrhundert ihre Bedeutung, es bildeten sich keine völlig selbständigen Kreisorgane heraus. Die Uckermark wurde schließlich als ein Kreis mit einem Kreisdirektorium aufgefasst. Die uckermärkische und stolpirische Ritterschaft hatte ebenfalls nur eine Vertretung (Corpus) und auch nur eine gemeinsame Kasse. In dieser Hinsicht ähnelte die Situation derjenigen der Prignitz und der Altmark, die auch jeweils nur ein Kreisdirektorium und einen ritterschaftlichen Corpus hatten, aber eine ganze Reihe von Kreisen. Friedrich Wilhelm Bratring bezeichnete daher die Uckermark insgesamt als Provinz. Der Begriff darf nicht mit den durch die Kreisreform von 1816/17 geschaffenen Provinzen des preußischen Staates verwechselt werden.
In der Provinz Uckermark hielten sich jedoch einige Besonderheiten, die die ursprünglich zwei Kreise in der Uckermark widerspiegeln. So gab es 1756 zwar nur ein Kreisdirektorium, aber zwei Kreisdirektoren und zwei Landräte, die jeweils für einen der beiden Kreise der Uckermark zuständig waren. 1767 und 1770 werden sogar drei Landräte und ein Kreisdirektor genannt. In der Uckermark war zudem das Amt des Landeshauptmann oder Landvogtes aus der mittelalterlichen Vogteiverwaltung erhalten geblieben, dessen Zuständigkeiten jedoch immer weiter abnahmen und letztendlich quasi nur noch Titel waren. Dies ist wiederum vergleichbar mit dem Cottbusischen Kreis in der Niederlausitz, in dem sich das Amt des Landeshauptmanns ebenfalls erhalten hatte. In der Uckermark gab es in der frühen Neuzeit auch zwei Landreiter, je einen für den Uckermärkischen und einen für den Stolpirischen Kreis.
Hauptstadt der Provinz Uckermark war Prenzlau. Das Landschaftshaus befand sich in der Steinstraße in Prenzlau, siehe auch im Adresskalender, S. 117.

## Zugehörige Orte
Friedrich Wilhelm Bratring führt wie bereits erwähnt die beiden ursprünglichen Kreise nicht mehr getrennt auf, sondern behandelt die Uckermark als einen Kreis. Allerdings vermerkt er bei den einzelnen Orten die frühere Zugehörigkeit zum Uckermärkischen Kreis mit einem U. und die Zugehörigkeit zum Stolpirischen Kreis mit einem St. Kleinere Fehler sind mit den Karten des Historischen Atlas von Brandenburg korrigiert. Die Aufstellung folgt aber im Wesentlichen den Ortslisten von Bratring. Die Orte ohne Zusätze gehören heute zum Landkreis. Orte, die heute nicht mehr zum Uckermärkischen Kreis gehören, sind entsprechend mit einem Zusatz versehen.

### Städte und Flecken
- Prenzlau (1801: Stadt)
- Templin (1801: Stadt)
- Lychen (1801: Stadt)
- Strasburg (1801: Stadt), heute Mecklenburg-Vorpommern
- Zehdenick (1801: Stadt), Landkreis Oberhavel
- Boitzenburg (1801: Flecken)
- Fredenwalde (1801: Flecken)
- Fürstenwerder (1801: Flecken)
- Gerswalde (1801: Flecken)
- Gramzow (1801: Flecken)

### Orte desplatten Landes
- Aalkasten (1801:  Ahlkasten, Forsthaus, unweit der Cröselinschen Mühle, Adelsbesitz)
- Achimswalde (1801: Haus, von einem Schmied bewohnt, zum Vorwerk Neuendorf gehörig, Adelsbesitz)
- Ackerhof (1801: Vorstadt, wird häufiger Damm genannt, Amt Zehdenick), in Zehdenick aufgegangen, heute Landkreis Oberhavel
- Ahlimbsmühle (Altenmühl) (1801: Vorwerk, Wasser- und Windmühle, Adelsbesitz), der größere Teil des Wohnplatzes gehört zur Gemeinde Milmersdorf, eine Straße gehört zur Gemeinde Temmen-Ringenwalde
- Ahlimbswalde (1801: Vorwerk, bei und zu Ringenwalde gehörig, Adelsbesitz")
- Ahrensdorf (1801: Koloniedorf, zwischen 1767 und 1776 etabliert, Kämmerei in Templin)
- Ahrensdorf (1801: Vorwerk, bei und zu Blankensee gehörig, nebst einem Krug, der Kreutzkrug genannt wird, Adelsbesitz), heute Kreuzkrug, Stadt Templin
- Albertinenhof (1801: Vorwerk, bei und zu Fredenwalde gehörig, Adelsbesitz), existiert nicht mehr (Lage:)
- Altenhof, Schneidemühle, bei Stegelitz (nach Hist. Ortslexikon = abgeg. Hessenhagener Mühle, nahebei heutiger Wohnplatz Afrika), war in Adelsbesitz
- Alt-Hohenwalde (1801: Vorwerk, in Adelsbesitz) (existiert nicht mehr, Lage:)
- Alt Kölpin (1801: Vorwerk, in Adelsbesitz)(existiert nicht mehr, Lage:)
- Alt Placht (1801: Vorwerk, bürgerlicher Besitzer)
- Altthymen (1801: Dorf, Amt Badingen)
- Amalienhof (1801: Vorwerk, bei und zu Wolfshagen gehörig), Adelsbesitz
- Annenwalde (1801: Glashütte und Erbzinsgut, des Amts Badingen, 1747 etabliert, bürgerlicher Besitz)
- Arendsberg (1801: Vorwerk, bei Milmersdorf, Adelsbesitz), in Kreuzkrug aufgegangen bzw. alternativer Name von Kreuzkrug
- Arendsee (1801: adeliges Gut, Krug, Ziegelei und Försterei, Adelsbesitz)
- Ahrendsnest (1801: Arendsnest, Schleusenwärterhaus, Wohnung eines Schleusenwärters am Finow-Kanal, Kämmerei in Templin)
- Arnimswalde (1801: Arenswalde, Vorwerk, bei und zu Fredenwalde gehörig, Adelsbesitz)
- Augustfelde (1801: Klein Holzendorf, Rittervorwerk, in Adelsbesitz), um/nach 1840 wurden die Vorwerke Klein Holzendorf und Ravenslust zum Vorwerk Augustfelde vereinigt, an der Stelle des Vorwerkes Klein Holzendorf
- Bandelow (1801: Dorf, vier Adelsanteile)
- Baßdorf (1801: Basdorf, Vorwerk, bei und zu Vietmannsdorf gehörig, Adelsbesitz)
- Basedow (1801: Dorf, zwei Anteile in Adelsbesitz)
- Baumgarten (1801: Dorf und Gut, bürgerlicher Besitzer)
- Bebersee (1801: auch Biebersee,  Koloniedorf, zwischen 1740 und 1755 etabliert, Amt Zehdenick)
- Beenz (1801: Beentz bei Lychen, Beenitz, Dorf, Adelsbesitz)
- Beenz (1801: Beentz bei Prentzlau, Beenitz, Dorf, Kämmerei in Prenzlau)
- Bergluch (1801: Erbzinsgut, zwischen Zehdenick und Grunewald, Amt Zehdenick)
- Berkenlatten (1801: Berkenlatt, Vorwerk, bei Böckenberg, Adelsbesitz)
- Berkholz (1801: Dorf, Adelsbesitz)
- Bertikow (1801: Dorf und Gut, zwei Adelsanteile, ein Anteil Schulamt Blankenburg)
- Beutel (1801: Kolonie, Dorf, Amt Badingen)
- Bietikow (1801: Dorf und Gut, drei Anteile, in Adelsbesitz)
- Blankenburg (1801: Dorf und Amtsvorwerk, Schulamt Blankenburg)
- Blankensee (1801: adliges Gut, in Adelsbesitz)
- Blindow (1801: Dorf, Kämmerei der Stadt Prenzlau)
- Blockhaus (1801: Forsthaus, neben dem Mückenkrug an der Mecklenburgischen Grenze, zu Güterberg gehörig, Adelsbesitz) (nicht identifiziert)
- Blumenhagen (1801: Dorf und Gut, ein Anteil in Adelsbesitz, ein Anteil Amt Chorin), heute Mecklenburg-Vorpommern
- Boisterfelde (1801: Vorwerk und Forsthaus, Adelsbesitz)
- Brandmühle (1801: Wasser- und Windmühle, bei und zu Seehausen gehörig, Schulamt Seehausen)
- Bredereiche (1801: Dorf, Amt Badingen)
- Brietzig (1801: Dorf und Gut, bürgerlicher Besitzer), heute Mecklenburg-Vorpommern
- Briest (1801: Dorf, Amt Gramzow)
- Bröddin (1801: Vorwerk, Adelsbesitz)
- Bröllin (1801: Dorf und Gut, Adelsbesitz)
- Brüsenwalde (1801: Vorwerk, Adelsbesitz)
- Buchholz (1801: Koloniedorf, Kämmerei der Stadt Prenzlau)
- Burgwall (1801: Glashütte und Erbzinsgut, Amt Zehdenick/Privatmann), Landkreis Oberhavel
- Charlottenhof (1801: Vorwerk, nahe Suckow, in Adelsbesitz) (existiert nicht mehr, Lage:)
- Christianenhof (1801: Vorwerk, bei Schönermark, in Adelsbesitz)
- Collin (1801: Vorwerk, in Adelsbesitz) (existiert nicht mehr, Lage:)
- Cremzow (1801: Kremtzow, Dorf und Gut, in Adelsbesitz)
- Damerow (1801: Vorwerk, bei Schmarsow, in Adelsbesitz)
- Damerow (1801: Vorwerk bei Wolfshagen, in Adelsbesitz)
- Damm oder Ackerhof (1801: Vorstadt bei Zehdenick, Amt Zehdenick) (in Zehdenick aufgegangen)
- Dargersdorf (1801: Dorf und Gut, in Adelsbesitz)
- Dauer (1801: Dorf und Gut, in Adelsbesitz)
- Dedelow (1801: Dorf und Gut, in Adelsbesitz)
- Densow (1801: Koloniedorf, zw. 1745 und 1750 etabliert, Amt Badingen)
- Deutschboden (1801: Deutschboden, oder Teutschboden, Forsthaus, unweit des Vorwerks Bergluch, Amt Zehdenick)
- Dochow (1801: Vorwerk, in Adelsbesitz); (existiert nicht mehr, Lage:, schon auf dem Urmesstischblatt von 1826 nicht mehr verzeichnet)
- Döllnkrug (1801: Döllnscher Krug/Döllenscher Krug, bei Dölln auch der Neue Krug genannt, Amt Zehdenick)
- Drense (1801: Dorf und Amtsvorwerk, Amt Gramzow)
- Dusterlake (1801: Düstern Lack, Forsthaus, Amt Zehdenick)
- Exin (1801: Exin oder Egsin, Forsthaus, unweit Falkenthal, Amt Zehdenick)
- Ellingen (1801: Dorf, bürgerlicher Besitzer)
- Erdmannswalde (1801: Holländerei, in Adelsbesitz)
- Fährkrug (1801: Krug bei der Stadt Templin, Kämmerei in Templin)
- Fahrenholz (1801: adliges Gut, in Adelsbesitz)
- Falkenhagen (1801: Dorf, vier Anteile, alle in Adelsbesitz)
- Falkenstein (1801: Haus, bei und zu Charlottenhof gehörig) nicht identifiziert
- Falkenthal (1801: Dorf, Amt Zehdenick), heute Landkreis Oberhavel
- Fegefeuer (1801: Schäferei, in Adelsbesitz)
- Fergitz (1801: Dorf und Gut, in Adelsbesitz)
- Flieth (1801: Dorf, zwei Anteile, beide in Adelsbesitz)
- Fredersdorf (1801: Dorf, Amt Gramzow)
- Friedenfelde (1801: auch Friedensfelde, adliges Gut, in Adelsbesitz)
- Friedrichshof (1801: Vorwerk, bei und zu Bröllin gehörig, in Adelsbesitz), heute Mecklenburg-Vorpommern
- Fürstenau (1801: Vorwerk, unweit Weggun, in Adelsbesitz)
- Funkenhagen (1801: Vorwerk, zu Boitzenburg gehörig, in Adelsbesitz)
- Gandenitz (1801: Dorf und Gut, Kämmerei in Templin)
- Göritz (1801: Dorf und Gut, in Adelsbesitz)
- Götzkendorf (1801: auch Götschendorf, Vorwerk, unweit Küstrinchen, in Adelsbesitz)
- Götschendorf (1801: auch Götzkendorf, Vorwerk, unweit Petersdorf, in Adelsbesitz)
- Gollin (1801: Dorf, in Adelsbesitz)
- Gollmitz (1801: Golmitz, auch Horst, Dorf und Gut, in Adelsbesitz)
- Gramzow (1801: Amtssitzvorwerk, welches aus einem 1543 eingezogenen Prämonstratenser-Mönchskloster entstanden ist, Amt Gramzow) in Gramzow aufgegangen
- Graukloster (1801: Rittergut, in Adelsbesitz) in Prenzlau aufgegangen
- Grenz (1801: Dorf, Amt Gramzow)
- Grimme (1801: Dorf, ein Anteil: Amt Löcknitz, ein Anteil in Adelsbesitz)
- Großenhof (1801: Kolonie und Vorwerk, Amt Zehdenick)
- Groß Dölln (1801: Groß Döllen, Koloniedorf, zw. 1749 und 1755 etabliert, Amt Zehdenick)
- Groß Kölpin (1801: Vorwerk, in Adelsbesitz)
- Groß Luckow (1801: Dorf und Gut, in Adelsbesitz), heute Mecklenburg-Vorpommern
- Groß Väter (Großväter oder Väter, Koloniedorf), Amt Zehdenick
- Grünow (1801: Dorf und Amtsvorwerk, ein Anteil Amt Gramzow, ein Anteil in Adelsbesitz)
- Grunewald, Koloniedorf, Amt Zehdenick
- Gruse (1801: Vorwerk bei und zu Blankensee gehörig, in Adelsbesitz)
- Güstow (1801: Dorf, zwei Anteile in Adelsbesitz)
- Güterberg (1801: Vorwerk, in Adelsbesitz)
- Hahnwerder (1801: Schäferei, in Adelsbesitz)
- Hammelspring (1801: Dorf, Amt Zehdenick)
- Hammelstall (1801: Schäferei, bei und zum Vorwerk Neuthymen gehörig, bürgerlicher Besitzer)(existiert nicht mehr, Lage:)
- Hammelstall (1801: Schäferei bei Zehdenick, eine halbe Meile von der Stadt, Amt Zehdenick)
- Hammelstall (1801: Schäferei, nebst einigen Einliegerwohnungen, bei und zu Schenkenberg gehörig) nicht identifiziert
- Hardenbeck (1801: auchHarnebeck, Dorf, in Adelsbesitz)
- Haßleben (1801: auch Hassleben, Dorf, in Adelsbesitz)
- Hast (1801: Dorf oder Vorstadt, bei Zehdenik, Amt Zehdenick) in Zehdenick aufgegangen
- Hedwigshof (1801: auch Hedwigsfelde, Vorwerk, in Adelsbesitz)
- Heinrichshof (1801: Vorwerk, bei und zu Neuenfeld gehörig, in Adelsbesitz) (existiert nicht mehr, Lage:)
- Henckelmann (1801: Haus zu Suckow gehörig) nicht lokalisiert
- Herzfelde (1801: Hertzfelde, Dorf und Gut, in Adelsbesitz)
- Hessenhagen (1801: Vorwerk, unweit Fredenwalde, in Adelsbesitz)
- Hetzdorf (1801: Hesdorf, Dorf, in Adelsbesitz)
- Hildebrandshagen (1801: Hildebrandtshagen, Dorf und Gut, in Adelsbesitz)
- Himmelpfort (1801: Erbpachtsvorwerk und Forsthaus, 1764 in Erbpacht gegeben, Amtmann Fässing daselbst, Forsthaus und Fischer Amt Badingen)
- Hindenburg (1801: Dorf, Amt Zehdenick)
- Hohenofen (1801: Hoheofen, Eisenhüttenwerk, bei Zehdenick, Bergwerkshüttenadministration)
- Hohenwalde (1801: Neu-Hohenwalde, auch Neuwalde, Vorwerk, in Adelsbesitz), seit 1926 wird Neu-Hohenwalde nur noch Hohenwalde genannt, da Alt-Hohenwalde aufgegeben worden war.
- Holland (1801: Holländerei, Meierei, bei und zu Wittmannsdorf gehörig, in Adelsbesitz)
- Holzendorf (1801: Groß Holzendorf, Dorf und Gut, in Adelsbesitz)
- Jakobshagen (1801: Jacobshagen, Dorf, in Adelsbesitz)
- Jagow (1801: Dorf und 2 Güter, beide in Adelsbesitz)
- Neu Joachimsthal (1801: Gartenhäuser, zur Vorstadt Neustädter Damm bei Prenzlau gehörig, Kämmerei in Prenzlau) in Prenzlau aufgegangen
- Julianenhof (1801: Vorwerk, in Adelsbesitz)
- Kaakstedt (1801: Dorf, in Adelsbesitz)
- Kaakstedtsche Mühle (1801: Wassermühle, in Adelsbesitz)
- Kalkofen (1801: Vorwerk, zwischen Kreuzkrug und Herzfelde, zu Petznick gehörig, in Adelsbesitz)
- Kannenburger Schleuse (1801: Conneburg/Kannenburg, Schleusenwärterhaus, Wohnung eines Schleusenwärters, Amt Zehdenick)
- Kappe (1801: auf der Kappe, Kolonie, Amt Zehdenick), Landkreis Oberhavel
- Kastaven (1801: Vorwerk, bei und zu Himmelpfort gehörig, privater Eigentümer)
- Kiebitzkrug (1801: Krug bei der Stadt Prenzlau, gehört eigentlich zur Vorstadt Kuhdamm, Kämmerei Prenzlau) (existiert nicht mehr, Lage:)
- Kienwerder (1810: Vorwerk, in Adelsbesitz)
- Klaushagen, Graf von Arnim auf Boitzenburg
- Kleinow (1801: Vorwerk, in Adelsbesitz)
- Klein Dölln (1801: Klein Döllen, Etablissement und Theerofen, und Poltzener Mühle/Potzernmühle, Wassermühle, bei und zu Döllen gehörig, Amt Zehdenick) (identisch)
- Klein-Fredenwalde (1801: Vorwerk, in Adelsbesitz)
- Klein Luckow (1801: Dorf und Gut, in Adelsbesitz), heute Mecklenburg-Vorpommern
- Klein-Mutz (1801: Dorf, in Adelsbesitz), Landkreis Oberhavel
- Klein Wittstock (1801: Schäferei, unweit Groß Wittstock, zu Schönermark gehörig, in Adelsbesitz), nicht lokalisiert
- Klepelshagen (1801: auch Klepshagen, Vorwerk, bei und zu Neuensund gehörig, in Adelsbesitz)
- Kleptow (1801: Dorf und Gut, in Adelsbesitz)
- Klinkow (1801: Klinckow, Dorf, zwei Anteile in Adelsbesitz, ein Anteil in bürgerlichem Besitz, ein Anteil Kämmerei in Prenzlau, ein Anteil Schwarzes Kloster in Prenzlau)
- Klockow (1801: Dorf und Gut, in Adelsbesitz)
- Klosterwalde (1801: Dorf, Amt Zehdenick)
- Knehden (1801: Kneden oder Kneeden, Vorwerk, unweit Templin, Kämmerei in Templin)
- Kolbatzer Mühle (1801: Wassermühle, unweit der Mecklenburgischen Grenze, in Adelsbesitz)
- Kraatz (1810: adl. Gut, in Adelsbesitz)
- Krams (1801: Krampz, Erbpachtsvorwerk, bei und zu Annenwalde gehörig, privater Besitz) (existiert nicht mehr, Lage:)
- Kreuzkrug, Krug, bei Arendshof, unweit des Vorwerks Collin, Rittmeister von Arnim in Kyritz
- Krewelin (1801: Dorf, Amt Zehdenick)
- Krewitz (1801: Vorwerk und Forsthaus, bei Boitzenburg, in Adelsbesitz)
- Kröchlendorff (1801: Kröchlendorf, adl. Gut, in Adelsbesitz)
- Krullenhaus (1801: Vorwerk, in Adelsbesitz)
- Krumbeck (1801: Dorf und Gut, in Adelsbesitz), brandenburgische Exklave in Mecklenburg-Strelitz, heute Gemeinde Feldberger Seenlandschaft, Mecklenburg-Vorpommern
- Küstrinchen (1801: Vorwerk, in Adelsbesitz)
- Kuhdamm (1801: Vorstadt bei Prenzlau, Kämmerei zu Prenzlau), in Prenzlau aufgegangen
- Kuhz (1801: Kuß/Kuhß, Dorf, in Adelsbesitz)
- Kurtschlag (1801: Kolonie, Amt Zehdenick)
- Kutzerow (1801: Dorf und Gut, in Adelsbesitz)
- Lahß/Laß (1801: Forsthaus, nahe bei dem Fährkrug, Kämmerei zu Templin), nicht identifiziert
- Lauenhagen (1801: Vorwerk, Kämmerei zu Strasburg), heute Mecklenburg-Vorpommern
- Lemmersdorf (1801: Vorwerk, in Adelsbesitz)
- Libbesicke (1801: Libbesike, Vorwerk und Kolonie, unweit Vietmannsdorf, in Adelsbesitz)
- Lindenhagen (1801: Hindenburg bei Prenzlau, Dorf, Kämmerei zu Prenzlau), 1949 wurde Hindenburg in Lindenhagen umbenannt
- Lindhorst (1801: Vorwerk, unweit Taschenberg, in Adelsbesitz)
- Lübbenow (1801: Dorf und Gut, in Adelsbesitz)
- Luisenhof (1801: Vorwerk bei Fredenwalde und zu Suckow gehörig, in Adelsbesitz)
- Lychenscher Krug (1801: Gasthof zwischen Lychen und Fürstenberg), nicht sicher identifiziert, wohl = Neukrug
- Lychensche Mühle (1801: Wassermühle, Erbzinsmühle des Amtes Badingen in der Stadt Lychen)
- Mahlendorf (1801: Vorwerk, nebst 7 Einliegern und Försterwohnung, in Adelsbesitz)
- Malchow (1801: Dorf und Gut, in Adelsbesitz)
- Meichow (1801: auch Mechow, Dorf, Amt Gramzow)
- Meierei (1801: Bürgergut vor dem Prenzlauer Tor in Templin, in Privatbesitz)
- Melzow (1801: Meltzow/Melssow, Dorf und Erbpachtvorwerk, Amt Gramzow)
- Metzelthin (1801: adl. Gut, in Adelsbesitz)
- Milow (1801: Dorf und Gut, in Adelsbesitz)
- Milmersdorf (1801: Dorf und Gut, zwei Anteile Adelsbesitz)
- Mittenwalde (1801: Dorf und Gut, in Adelsbesitz)
- Mückenkrug (1801: Krug und Forsthaus, bei und zu Güterberg gehörig, in Adelsbesitz), nicht identifiziert
- Rothe Mühle (1801: Rote Mühle, Wassermühle, zu Gramzow gehörig, Amt Gramzow)(existiert nicht mehr, Lage:)
- Naugarten (1801: auch Naugardten, Dorf, in Adelsbesitz)
- Nechlin (1801: Dorf und Gut, in Adelsbesitz)
- Netzow, Vorwerk, Graf von Arnim auf Boitzenburg
- Neudorf (1801: Neuendorf, Vorwerk, in Adelsbesitz)
- Neuenfeld (1801: Dorf und Gut, in Adelsbesitz)
- Neuensund (1801: auch Neusund, Dorf und Gut, in Adelsbesitz)
- Neuhof (1801: Vorwerk bei Blankenburg, Schulamt Blankenburg)
- Neuhof (1801: Vorwerk, bei und zu Rittgarten gehörig, in Adelsbesitz)
- Neuhof (1801: Erbpachtsvorwerk, bei Zehdenick, Amt Zehdenick)
- Neuhof (1801: Vorwerk, bei und zu Wilsickow gehörig, in Adelsbesitz)
- Neu Kölpin oder Klein Kölpin (1801: Vorwerk, in Adelsbesitz), nicht lokalisiert, um/nach 1800 bereits abgerissen
- Neukrug (1801: Neue Krug, Krug, am großen Lychensee, 1800 niedergebrannt, aber wieder aufgebaut, Amt Badingen)
- Neu Placht (1801: Vorwerk, in Adelsbesitz)
- Neustädter Damm (1801: Vorstadt bei Prenzlau, Kämmerei zu Prenzlau), in Prenzlau aufgegangen
- Neuthymen (1801: Erbzinsvorwerk, bürgerlicher Besitzer)
- Nieden (1801: auch Niedow, Dorf und Gut, in Adelsbesitz), in Mecklenburg-Vorpommern
- Oerzendorf (1801: Krug, ehedem ein Vorwerk, das aber zu Sperrenwalde gezogen ist), existierte wohl schon 1801 nicht mehr (Lage nach Schmettau:)
- Ottenhagen (1801: Vorwerk, in Adelsbesitz)
- Papendorf (1801: Dorf, in Adelsbesitz)
- Papiermühle (1801: Papiermühle, in der Prenzlauer Vorstadt Neustädter Damm, 1694 erbaut, private Eigentümer)
- Parmen (1801: Dorf und Gut, in Adelsbesitz)
- Petersdorf (1801: Dorf, in Adelsbesitz)
- Petznick (1801: Vorwerk, in Adelsbesitz)(existiert nicht mehr, Lage:)
- Petznick (1801: adl. Gut, in Adelsbesitz)
- Pfingstberg (1801: Haus, bei und zu Stegelitz gehörig,)
- Pinnow (1801: Dorf und zwei Erbzinsvorwerke, beide in Adelsbesitz)
- Plötzensee (1801: Kötzensee, Haus, unweit Kaakstedt, und Plötzensee, Ziegelei, zwischen Potzlow und Kaakstedt, in Adelsbesitz)
- Poratz (1801: Vorwerk und Kolonie, in Adelsbesitz)
- Potzlow (1801: Dorf und Amtsvorwerk, Amt Gramzow)
- Raakow (1801: Raackow/Rackow, Vorwerk, in Adelsbesitz)
- Ramin (1801: Forsthaus, Amt Zehdenick), nicht lokalisiert
- Rathsziegelei (1801: Vorwerk nahe der Stadt Templin, Kämmerei in Templin)
- Ravensbrück (1801: Kolonie, Erbpachtsvorwerk und Forsthaus, Amtmann Türck: Kolonie und Erbpachtsvorwerk, Forsthaus: Amt Badingen)
- Ravenslust (1801: Etablissement, Adelsbesitz)
- Ravensmühle (1801: Wassermühle, bei und zu Wismar gehörig, in Adelsbesitz), in Mecklenburg-Vorpommern
- Recksee (1801: Forsthaus, bei und zu Werbelow gehörig, in Adelsbesitz)
- Reiersdorf (1801: auch Reyersdorf, Forsthaus und Theerofen, Amt Zehdenick)
- Retzow (1801: Dorf, gehörte dem Hospital in Lychen)
- Ringenwalde (1801: Dorf und Gut, in Adelsbesitz)
- Rittgarten (1801: adl. Gut und Schäferei, in Adelsbesitz)
- Röddelin (1801: Dorf, Amt Badingen)
- Röpersdorf (1801: Dorf, ein Anteil in Privatbesitz, ein Anteil im Besitz des Heiliggeist-Hospital in Prenzlau)
- Roggow (1801: Dorf, in Adelsbesitz)
- Rollwitz (1801: Dorf und Gut, in Adelsbesitz)
- Rosenow (1801: Dorf, in Adelsbesitz)
- Rosenthal (1801: Vorwerk, in Adelsbesitz)
- Rummelpforter Mühle (1801: Rummelspfortsche Mühle, Wasser-, Mahl- und Schneidemühle bei und zu Wichmannsdorf gehörig, in Adelsbesitz)
- Rutenberg (1801: auch Ruthenberg, Dorf, Amt Badingen)
- Sabinenkloster (1801: adl. Vorwerk, zur Prenzlauer Vorstadt Neustädter Damm gehörig, in Privatbesitz)
- Sähle (1801: Seeler/Seelen, Erbzinsvorwerk und Theerofen, 1 Meile von Lychen an dem Kastensee, Amt Badingen)
- Sandkrug (1801: Krug, nahe bei Boitzenburg, in Adelsbesitz)
- Schapow (1801: Dorf, in Adelsbesitz)
- Schenkenberg (1801: Dorf und Gut, in bürgerlichem Besitz)
- Schindelmühle (1801: Jagowsmühle oder Schindelmühle, Wassermühle, in Adelsbesitz)
- /Schifferhof (1801: Schifferhof/Schipperhof, Häuser bei und zu Suckow gehörig, in Adelsbesitz)
- Schlepkow (1801: Dorf und Gut, in Adelsbesitz)
- Schmachtenhagen (1801: Vorwerk, bei und zu Sternhagen gehörig, in Adelsbesitz)
- Schmarsow (1801: Dorf und Gut, in Adelsbesitz)
- Schönermark bei Prenzlau, Dorf und Vorwerk, verw. Gräfin von Schlippenbach daselbst
- Schönfeld (1801: Dorf und Gut, in Adelsbesitz)
- Schönwerder (1801: Dorf und Vorwerk, 1. Anteil Kämmerei, 2.6. Anteile in Adelsbesitz)
- Schreibermühle (1801: Wassermühle, unweit der Stadt Lychen gelegen, gehörte dem Hospital in Lychen)
- Schützenhaus (1801: Forsthaus, bei und zu Raackow gehörig)
- Schützenkrug (1801: Krug bei Zehdenick, Kämmerei in Zehdenick)
- Schwarzensee (1801: adl. Gut, in Adelsbesitz)
- Seehausen (1801: Dorf und Amtssitzvorwerk, Amt Seehausen)
- Seelübbe (1801: Seelibbe, Dorf und Erbpachtsvorwerk, ein Anteil Schulamt Seehausen, ein anderer Anteil Amt Gramzow)
- Groß Sperrenwalde (1801: adl. Gut, in Adelsbesitz)
- Klein Sperrenwalde (1801: Vorwerk, in Adelsbesitz)
- Mittel Sperrenwalde (1801: bei und zu Groß Sperrenwalde gehörig), wohl um 1800 schon aufgegeben, zu Klein Sperrenwalde gezogen
- Groß Spiegelberg (1801: adl. Gut, in Adelsbesitz), heute Mecklenburg-Vorpommern
- Klein Spiegelberg (1801: Vorwerk, in Adelsbesitz)(existiert nicht mehr, Lage:), heute in Mecklenburg-Vorpommern
- Stegelitz (1801: Dorf und Gut, in Adelsbesitz)
- Stempnitz (1801: Stempenitz, Vorwerk und Forsthaus, und Wohnung eines Zimmermanns, Kämmerei in Templin)
- Sternhagen (1801: Dorf und Gut, in Adelsbesitz)
- Stiern (1801: Stier/Stieren, Vorwerk, unweit Friedenfeld nebst einigen Einliegern, in privatem Besitz)
- Storckow (1801: Dorf, Amt Badingen)
- Stramehl (1801: Vorwerk, in Adelsbesitz)
- Strehlow (1801: Streelow/Streelen, Dorf und 2 Güter, Adelsbesitz)
- Suckow (1801: adl. Gut und Schloß, in Adelsbesitz)
- Tangersdorf (1801: Kolonie, zwischen 1748 und 1750 angelegt, Amt Badingen)
- Taschenberg (1801: Dorf und Gut, in Adelsbesitz)
- Alt-Temmen (1801: adl. Gut, in Adelsbesitz)
- Neu-Temmen (1801: adl. Gut, in Adelsbesitz)
- Thiersorter Mühle (1801: Thiesortsche Mühle, Wassermühle, bei und zu Sternhagen gehörig,)(existiert nicht mehr, Lage:)
- Thomsdorf (1801: Dorf, in Adelsbesitz)
- Tornow (1801: Dorf und Gut, in Adelsbesitz)
- Trebenow (1801: Dorf, in Adelsbesitz)
- Vietmannsdorf (1801: Dorf und Gut, in Adelsbesitz)
- Vogelsang (1801: Erbpachtsvorwerk, Amt Zehdenick)
- Waldberg (1801: oder Burgwald, Forsthaus zu Klein Luckow gehörig, unweit Klein Spiegelberg, nebst einem Krug, in Adelsbesitz)(existiert nicht mehr, Lage:)
- Warbende (1801: Vorwerk und Schäferei, gehört zum Mecklenburgischen Gut Wrechin), heute Mecklenburg-Vorpommern
- Warnitz (1801: Dorf, Amt Gramzow)
- Warthe (1801: Dorf, in Adelsbesitz)
- Weggun (1801: Dorf, in Adelsbesitz)
- Weierhof (1801: Jägerhaus, bei und zu Neuensund gehörig, in Adelsbesitz), nicht lokalisiert
- Wendemark (1801: Amtsvorwerk, Amt Gramzow)
- Werbelow (1801: Dorf und Gut, in Adelsbesitz)
- Weselitz (1801: Amtsvorwerk, Amt Gramzow)
- Wesendorf (1801: Dorf, Amt Zehdenick), heute Landkreis Oberhavel
- Wetzenow (1801: Dorf, in Adelsbesitz), heute Mecklenburg-Vorpommern
- Wichmannsdorf (1801: Dorf, in Adelsbesitz)
- Wiedebusch (1801: Vorwerk, in Adelsbesitz)
- Wilhelmshof (1801: adl. Gut, in Adelsbesitz)
- Willmine, (Vorwerk, bei und zu Fredenwalde gehörig, errichtet von Alexander Wilhelm von Arnim)
- Wilsickow (1801: Dorf und Gut, in Adelsbesitz)
- Wismar (1801: Dorf, zwei Anteile, in Adelsbesitz)
- Wittstock (1801: Groß Wittstock, Vorwerk und Schäferei, bei und zu Schapow gehörig, in Adelsbesitz)
- Woblitz (1801: Im Lychenschen Winkel, Theerofen, eine halbe Meile von Stadt Lychen, Amt Badingen)
- Wolfshagen (1801: adl. Gut und Schloß, in Adelsbesitz)
- Wolfsinsprung (1801: Vorwerk, bei und zu Blankensee gehörig, in Adelsbesitz)(existiert nicht mehr, ungefähre Lage:)
- Wucker (1801: Wackersee, Forsthaus, und Am Wöckersee, Forsthaus, an dem Wöckersee, Amt Zehdenick)(doppelter Eintrag bei Bratring)
- Würschhof (1801: Ziegelei, bei und zu Neuensund gehörig, in Adelsbesitz von Arnim), nicht lokalisiert
- Wuppgarten (1801: Wuppgarten oder Antoinettenlust, Vorwerk, in Adelsbesitz)
- Zehdenick (1801: Amtssitzvorwerk, bei der Stadt Zehdenick, Amt Zehdenick), in Zehdenick aufgegangen
- Zenshaus (1801: Zentz, Haus, am Zentzsee, zu Boitzenburg gehörig, in Adelsbesitz)
- Zernikow (1801: Zernickow, Dorf und Gut, in Adelsbesitz)
- Zerwelin (1801: auch Zerlin, Vorwerk, bei und zu Boitzenburg gehörig, in Adelsbesitz)
- Zollchow (1801: Zolchow, Dorf, zwei Anteile, beide in Adelsbesitz)
- Zootzen (1801: Zotzen, Koloniedorf, zwischen 1748 und 1750 angelegt, Amt Badingen), heute Landkreis Oberhavel

Heute sind nicht mehr alle genannten Orte Teil des Landkreises Uckermark.

## Kreis- bzw. Landesdirektoren
- 1733 bis 1759 (†) Joachim Friedrich von Greiffenberg, Landesdirektor, Verordneter beim Ausschuss der Kurmärkischen Landschaft, bis 1752 Carl Erdmann von Stotz als 2. Landesdirektor (Vize-Landesdirektor), seit 1753 2. Landesdirektor: Hans von Aschersleben auf Klockow[3]
- 1759 bis 1763 (†) Friedrich Wilhelm von Wedel (Landesdirektor) (1709–1763)
- 1763 bis Jan. 1772 (†) Hans von Aschersleben (1698–1772), auf Klockow, war seit 1753 2. Landesdirektor (Vize-Landesdirektor) gewesen,[4][5]
- 1772 bis Jan. 1784 (†) Carl Ludwig von Ha(c)ke (1711–1784), 2. Landschaftsdirektor (Vize-Landesdirektor) war Joachim Valentin von Eickstedt[6]
- 1784–1806 (†) Joachim Valentin von Eickstedt, Landesdirektor der Uckermark und des Stolpirischen Kreises, war seit 1773 Vize-Landesdirektor[7]

Des Weiteren überliefert, bereits um 1695, ist der Kreisdirektor Stephan Berend von Arnim, Schwiegervater des Generals Otto von Schlabrendorf.

## Landräte
Von den vielen Landräten ist nicht mit Sicherheit bekannt, für welchen der beiden Kreise sie zuständig waren. Der Zuständigkeitsbereich wird in Aufzeichnungen nur sporadisch genannt. Häufig werden aber die Amtsnachfolger genannt, sodass hier eine gewisse Abfolge samt dem vermuteten Zuständigkeitsbereich rekonstruiert werden kann. auch wenn nicht von allen Landräten die Amtszeiten ermittelt werden konnten. Unklar ist weiterhin der Aufgabenbereich des überzähligen, dritten Landrates.
- 1715 von Arnim
- ? Georg Dietlof von Arnim, Landrat
- 1752–1756 Friedrich Wilhelm von Wedell, Obergerichts- und Landrat, wohnhaft in Göritz[8][3] (genaue Amtszeit nicht bekannt)
- 1763–1770 Abraham Friedrich von Arnim auf Kröchlendorff[9][7]
- 1763–1772 Carl Ludwig von Ha(c)ke (1711–1784), 1763 als überzähliger Landrat bezeichnet, 1772 wurde er Landesdirektor[6]
- 1772 bis 1773 Joachim Valentin von Eickstedt (1736–1806), war direkter Nachfolger des Abraham Friedrich von Arnim, wurde 1784 zum Landesdirektor der Uckermark gewählt, war ab 1773 aber schon Vize-Landesdirektor[7][10][Anmerkung 1][4][5] genaue Amtszeit nicht bekannt
- 1771–1798 (†) Carl Otto von Arnim, Geheimer Kriegsrat und Landrat der Uckermark[11] (1775 sind im Adresskalender nur zwei Landräte genannt[11])
- 1799–1816 Johann Anton Joachim von Arnim (1754–1821), Landrat, direkter Nachfolger des Carl Otto von Arnim,[12] war von 1795 bis 1796 Landrat des Stolpirischen Kreises, gab dieses Amt aufgrund der großen Entfernung zu Gut Neuensund, seiner Residenz, allerdings wieder auf.[13]

## Landreiter
Ähnlich wie bei den Landräten gab es je einen Landreiter für den Uckermärkischen und den Stolpirischen Kreis. Die Namen und Amtszeiten der Landreiter sind teils unbekannt. Der Posten des Landreiters wurde 1808 mit der Neuordnung der Behörden- und Gerichtsverfassung abgeschafft.
- 1657 Christoph Dietz, ihm wurde sein Sohn Joachim als Adjunkt zugewiesen[2]
- Joachim Dietz, wurde Salzbereiter[2]
- 1667 bis 1682 Hans Rühle[2][14]
- um 1685 bis 1699 Heinrich Fricke[2]
- 1699 Friedrich Deutschmann[2]
- 1714 Ulrich Gärtner
- 1731 Becker
- bis 1763 Michael Heyse
- 1763 bis 1767 Eckard Wolff
- 1767 bis 1786 Friedrich Müller[2]
- 1786 bis 1803 Draschkowitz[15]

## Anmerkung
1. ↑  Nach Straubel soll er von 1772 bis 1784 auch Landrat gewesen sein. Nach dem Adresskalender von 1775 war er damals aber nur Vize-Landesdirektor.